# Balclutha distenda
Balclutha distenda är en insektsart som beskrevs av Knight 1987. Balclutha distenda ingår i släktet Balclutha och familjen dvärgstritar. Inga underarter finns listade i Catalogue of Life.